# АПС (подводный автомат)
АПС (Автомат Подводный Специальный или Автомат Подводный Симонова) — специальный подводный автомат, является индивидуальным оружием пловца-аквалангиста и служит для поражения как надводных  (надувных лодок, быстроходных катеров и т.д.), так и подводных целей (легководолазов, подводных транспортировщиков). При необходимости также может применяться для защиты пловца от опасных подводных хищников (акул, крокодилов, и т. д.).

## История
В 1970 году ЦНИИточмаш начал работы по созданию подводного автомата. В начале 1970-х годов под руководством В. В. Симонова был разработан опытный автомат АГ-022, который после окончания испытаний был принят на вооружение ВМФ СССР в 1975 году, его серийное производство было освоено на Тульском оружейном заводе.
В 1982 году создатели подводных 5,66-мм патронов инженеры ЦНИИточмаша П. Ф. Сазонов и О. П. Кравченко, а также конструктор автомата АПС В. В. Симонов получили Государственную премию СССР.
В августе 1993 года автомат АПС был рассекречен и впервые представлен на оружейной выставке «IDEX-93» в Абу-Даби.

## Описание

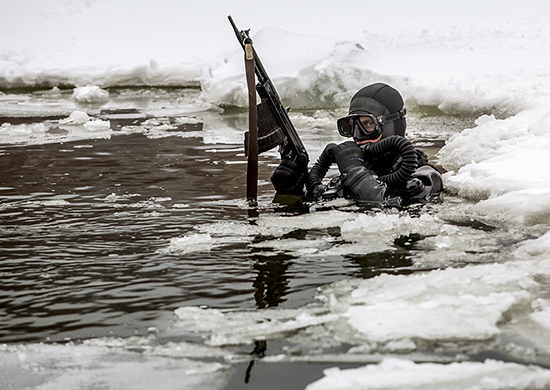
Боец ООБ ПДСС с автоматом АПС

Для АПС был разработан патрон с пулей игольчатого типа, это позволило решить две проблемы — стабилизации пули в воде без придания ей вращающего момента (так как ствол не имеет нарезов) и сохранения энергии пули на достаточно большом расстоянии. Принцип работы автоматики АПС позволяет преодолевать инертное сопротивление жидкости внутри механизмов этого оружия. Дальность эффективного огня превышает дальность прямой видимости в воде. При стрельбе на воздухе на расстоянии 30 м все попадания укладываются в круг диаметром 15 см. Убойное действие пули на воздухе сохраняется на дистанции до 100 м. На предельных дальностях стрельбы под водой убойной силы пули хватает для поражения противника в гидрокостюме с поролоновой прокладкой, а также органического стекла толщиной до 5 мм.
Ствольная коробка — штампованная из стального листа. Ударно-спусковой механизм позволяет вести стрельбу как одиночными, так и непрерывными очередями. Предохранитель-переводчик режимов расположен с левой стороны ствольной коробки над пистолетной рукояткой. Проволочный приклад в походном положении задвигается внутрь ствольной коробки. Ресурс автомата — 2000 выстрелов под водой или 180 выстрелов на воздухе. Помимо стандартного боеприпаса МПС в боекомплект также входит трассирующий патрон МПСТ для корректирования стрельбы.
По причине крайне невысоких боевых характеристик при стрельбе в воздушной среде, а также значительного снижения ресурса автомата боевые пловцы, отправляясь на учебные задания, вынуждены были брать с собой по два пистолета и автомата: как подводные АПС и СПП-1, так и обычные АК и ПМ. Для решения этой проблемы оружейниками тульского КБП был разработан двухсредный автомат АДС.

## Страны-эксплуатанты
- СССР[2]
- Азербайджан — некоторое количество советских подводных автоматов АПС оставалось на вооружении подразделения специальных операций военно-морских сил Азербайджана (созданного на базе бывшего морского разведывательного пункта Каспийской флотилии ВМФ СССР) по меньшей мере до 2021 года[6]
- Беларусь — на вооружении сил специальных операций[7]
- Россия — на вооружении подразделений боевых пловцов (ПДСС) военно-морских сил РФ[8]
- Сербия — на вооружении специальной бригады армии Сербии[9]
- Туркменистан — 10 шт. АПС было закуплено в 2008 году на Украине[10]
- Украина — советские АПС остались на вооружении боевых пловцов Центра специальных операций СБУ и спецподразделений ВМС Украины[11], в 2005—2008 гг. их количество было уменьшено[12][13]

Также автомат предлагается на экспорт через «Рособоронэкспорт».